# François Duval
François Duval (ur. 18 listopada 1980 w Chimay) – belgijski kierowca rajdowy. Był fabrycznym kierowcą zespołów Forda, Citroëna i Stobarta, a także prywatnych, First Motorsport i OMV Kronos Citroën. W swojej karierze jeździł z takimi pilotami jak: Jean-Marc Fortin, Stéphane Prévot, Sven Smeets, Patrick Pivato czy Denis Giraudet. Nosi przydomki „Frankie” i „Obelix”.
Swoją karierę rajdową Duval rozpoczął w 1986 roku. Początkowo startował w zawodach quadów i kartingów, a w rajdach zadebiutował w 1999 roku. Jego pierwszym samochodem był Citroën Saxo. W debiutanckim roku wygrał belgijskie zawody Citroën Saxo Challenge. W marcu 2001 roku zadebiutował w rajdowych mistrzostwach świata jadąc samochodem Mitsubishi Carisma GT. Debiutanckiego Rajdu Portugalii jednak nie ukończył na skutek awarii układu elektrycznego.
W 2001 roku Duval rozpoczął też starty w serii Junior WRC. Startował w niej również w 2002 roku. W 2003 roku został członkiem zespołu Forda. Na przełomie lutego i marca 2003 podczas Rajdu Turcji 2003 po raz pierwszy w karierze stanął na podium w rajdzie mistrzostw świata. Zajął wówczas trzecie miejsce. W 2005 roku startował w zespole Citroëna. W listopadzie 2005 wygrał swój jedyny rajd w mistrzostwach świata, Rajd Australii 2005. W latach 2006–2007 jeździł w mistrzostwach Škodą Fabią WRC i Citroënem Xsarą WRC w zespole OMV Kronos. Natomiast w 2008 roku zaliczył starty w Fordzie Focusie WRC w zespołach Stobartu i fabrycznego.
W swojej karierze Duval wygrał jeden rajd w mistrzostwach świata. 14 razy w swojej karierze stawał na podium w rajdach mistrzostw świata. Zdobył w nich 172 punkty. Wygrał 55 odcinków specjalnych.

## Kariera

### Początki
Duval urodził się w Chimay. Swoją karierę w sportach motorowych rozpoczął wzorując się na ojcu, René Duvalu. Ojciec był rajdowcem i startował w zarówno w rajdach, jak i rallysprintach. Młody Duval w wieku 6 lat nauczył się jeździć quadem, z silnikiem 50 cm³, a następnie także kartingiem. Jako nastolatek startował obydwoma pojazdami zarówno w mistrzostwach Belgii, jak i mistrzostwach Europy. W 1995 roku wywalczył mistrzostwo Belgii quadów z małymi silnikami, a w latach 1997 i 1998 – z dużymi silnikami.
W 1999 roku Duval został kierowcą rajdowym. Postanowił wystartować Citroënem Saxo w belgijskich zawodach Citroën Saxo Challenge. W marcowym debiucie za kierownicą Saxo w Rajdzie Thy-le-Château zajął trzecie miejsce. Ogółem w 1999 roku czterokrotnie wygrał rajd w Citroën Saxo Challenge, a raz był drugi, dzięki czemu wywalczył mistrzostwo tej serii. W 2000 roku Duval wystartował w mistrzostwach Belgii i zajął w nich trzecie miejsce. W tamtym roku został członkiem zespołu Mitsubishi Marlboro Junior Team i za kierownicą Mitsubishi wystartował w trzech rajdach mistrzostw Europy: Rajdzie Luksemburga (Mitsubishi Lancer Evo 6, czwarte miejsce), Rajdzie Ypres (Mitsubishi Carisma GT Evo 6, nie ukończył go) i Rajdzie Condroz-Huy (Mitsubishi Carisma GT Evo 6, dziewiąte miejsce).

### 2001–2002: Junior WRC

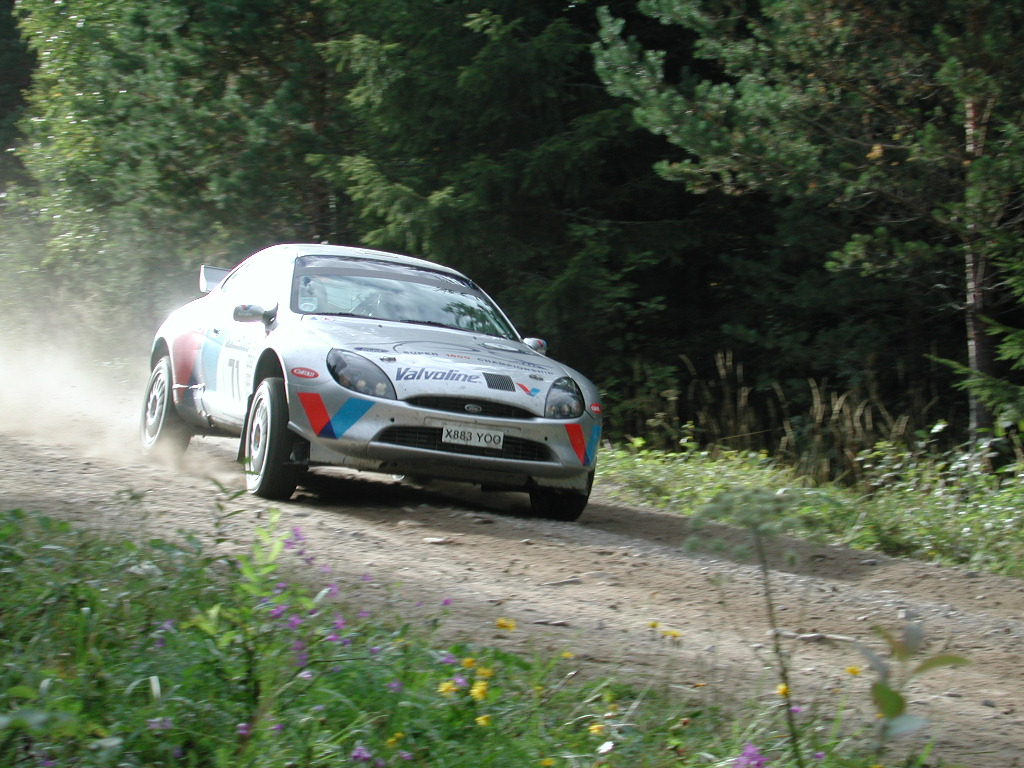
Duval na odcinku specjalnym Rajdu Finlandii w Fordzie Pumie S1600.

W 2001 roku Duval wziął udział łącznie w 17 rajdach. Mitsubishi Carismą GT ponownie wystartował w Rajdzie Luksemburga i był w nim piąty. W marcu 2001 zadebiutował Carismą w mistrzostwach świata. Pilotowany przez Jeana-Marca Fortina nie ukończył jednak debiutanckiego Rajdu Portugalii. Wycofał się na 9. odcinku specjalnym, a powodem wycofania się była awaria układu elektrycznego. Za kierownicą Mitsubishi pojechał jeszcze w Rajdzie Cypru i Rajdzie Australii. Pierwszego nie ukończył, a w drugim był dziewiętnasty.
W sezonie 2001 Duval startował również samochodem Ford Puma S1600. Zaliczył w nim pełny cykl startów w serii S1600, zwanej w kolejnych latach Junior World Rally Championship. Debiutanckiego w S1600 rajdu, Rajdu Katalonii Duval nie ukończył. Wycofał się na 10. odcinku specjalnym na skutek wypadku. W czerwcu 2001 nie ukończył swojego drugiego rajdu w S1600, Rajdu Grecji. Powodem tego była dyskwalifikacja, gdyż Duval przekroczył dopuszczalny limit spóźnień na 8. oesie. W sierpniu 2001 Duval nie ukończył Rajdu Finlandii, a w październiku zajął osiemnastą pozycję w klasyfikacji generalnej Rajdu San Remo oraz drugą w S1600. Ostatniego rajdu sezonu, Rajdu Wielkiej Brytanii nie ukończył z powodu wypadku.
Przed sezonem 2002 Duval podpisał kontrakt z zespołem Forda na występy fabrycznym Fordem Focusem WRC obok Hiszpana Carlosa Sainza, Brytyjczyka Colina McRae i Estończyka Markko Märtina w pięciu rajdach mistrzostw świata. Oprócz tego Duval miał zaliczyć pełny cykl Junior WRC startując Fordem Pumą S1600. W pierwszym rajdzie sezonu, Rajdzie Monte Carlo, Duval zajął siedemnastą pozycję oraz zwyciężył w klasyfikacji Junior WRC wygrywając z Włochem Nicolą Caldanim oraz Libańczykiem Rogerem Feghalim. W następnych dwóch rajdach, Szwecji i Korsyki Duval pojechał Fordem Focusem WRC. W pierwszym z nich zajął 10. miejsce, a drugiego nie ukończył na skutek wypadku. W Rajdzie Katalonii Duval zdobył jeden punkt za zajęcie szóstego miejsca w Junior WRC. W Rajdzie Cypru, w którym jechał Fordem Focusem WRC, miał awarię silnika i wycofał się z jazdy na 9. oesie. Drugi odcinek specjalny cypryjskiego rajdu, Lagoudera – Kapouras 1, był pierwszym wygranym odcinkiem specjalnym w karierze Belga. Jednak trzech kolejnych rajdów mistrzostw świata, w których Duval startował, także nie ukończył. W Rajdzie Grecji (jechał w nim Fordem Pumą S1600) miał wypadek, w Rajdzie Finlandii (Ford Focus WRC) – awarię zawieszenia, a w Rajdzie Niemiec (Ford Puma S1600) – także awarię. We wrześniu, w Rajdzie San Remo Duval był dwudziesty w klasyfikacji generalnej oraz szósty w Junior WRC, dzięki czemu zdoby swój dwunasty punkt w mistrzostwach tej serii. W sezonie 2002 wystartował jeszcze we dwóch rajdach. W Rajdzie Australii, w którym pojechał Focusem WRC miał wypadek, a z Rajdu Wielkiej Brytanii wyeliminowała go awaria skrzyni biegów w Fodzie Pumie.

### 2003–2004: Ford

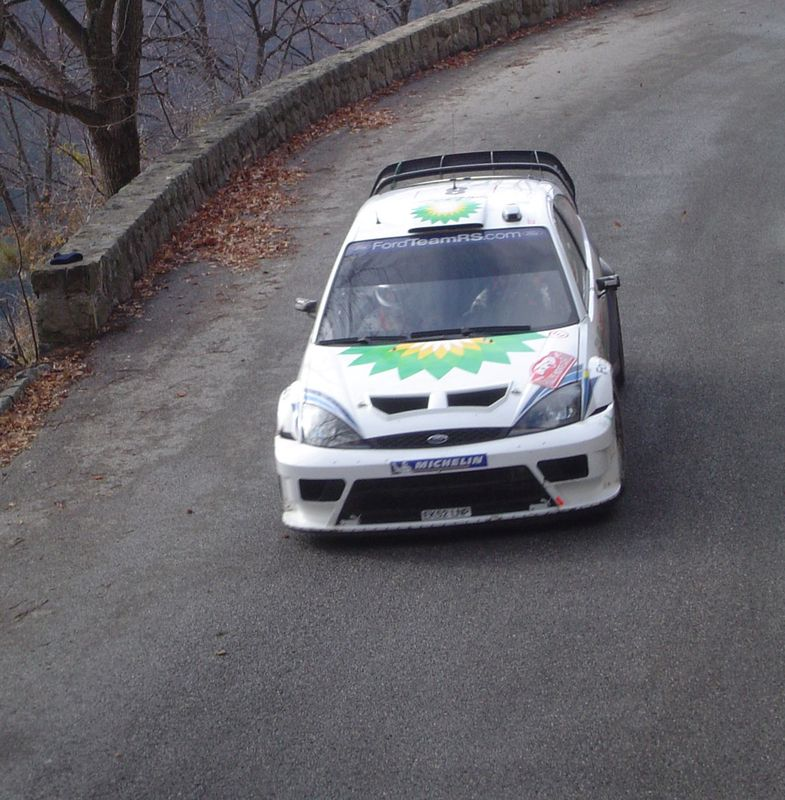
Załoga Duval-Prévot w Fordzie Focusie WRC na trasie Rajdu Monte Carlo 2004.

W 2003 roku Duval podpisał kontrakt z zespołem Forda na starty w pełnym sezonie 2003. Stał się drugim kierowcą zespołu obok Estończyka Markko Märtina i otrzymał numer 5. W pierwszym rajdzie w sezonie 2003, Rajdzie Monte Carlo, Duval przyjechał na szóstej pozycji w klasyfikacji generalnej. W lutym 2003 pojechał w Rajdzie Szwecji. Na 5. odcinku specjalnym miał jednak wypadek, który wyeliminował go z dalszej jazdy. W lutym 2003, przed Rajdem Turcji, nowym pilotem Duvala został Stéphane Prévot, który zastąpił Jeana-Marca Fortina. Z nowym pilotem Duval po raz pierwszy w karierze stanął na podium w mistrzostwach świata. Zajął trzecią pozycję. Przegrał jedynie z Hiszpanem Carlosem Sainzem i Brytyjczykiem Richardem Burnsem. Stał się wówczas najmłodszym kierowcą w historii, który stanął na podium w rajdzie mistrzostw świata. Liczył sobie 22 lata. Pobił rekord Fina Markku Aléna, który w 1973 roku był drugi w Rajdzie Finlandii. Fin był jednak o trzy miesiące starszy niż Duval. W kolejnych siedmiu startach w mistrzostwach świata Belg tylko dwukrotnie zdobywał punkty. W majowym Rajdzie Argentyny był ósmy, a w lipcowym Rajdzie Niemiec – siódmy. Trzech z tych siedmiu rajdów nie ukończył. Z czerwcowego Rajdu Grecji wyeliminował go wypadek. W odbywającym się w tym samym miesiącu Rajdzie Cypru wycofał się na 5. oesie na skutek nieprawidłowego ciśnienia oleju. Z kolei w sierpniu 2003 uległ wypadkowi w Rajdzie Finlandii. W październikowym Rajdzie San Remo Duval był piąty i zdobył cztery punkty do klasyfikacji mistrzostw świata. W tym samym miesiącu wystartował również w Rajdzie Korsyki. Od 8. do 11. odcinka specjalnego był liderem. Na 12. spadł na drugie miejsce, a zawody ostatecznie ukończył na trzeciej pozycji za Norwegiem Petterem Solbergiem i Carlosem Sainzem. W dwóch ostatnich rajdach sezonu 2003, Rajdzie Katalonii i Rajdzie Wielkiej Brytanii, Duval był odpowiednio czwarty i piąty. Ostatecznie zakończył sezon na 9. pozycji w klasyfikacji generalnej z 30 zdobytymi punktami.

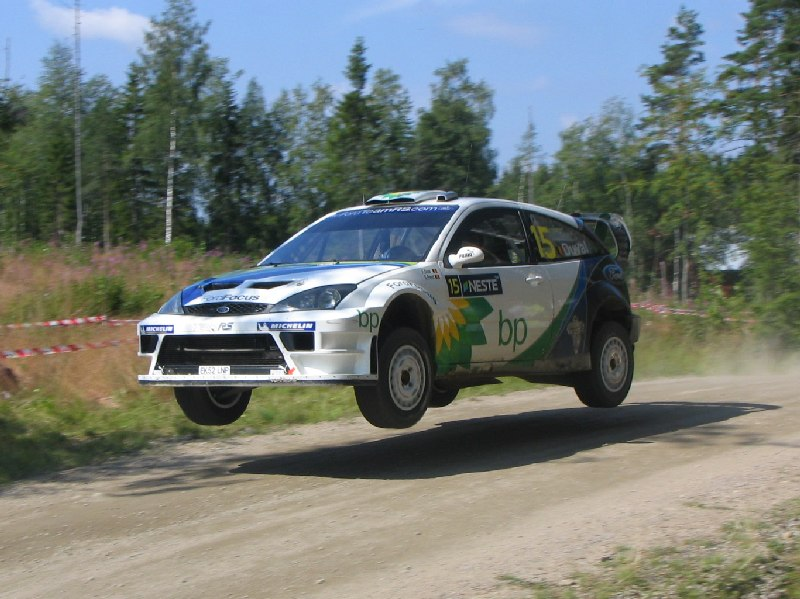
François Duval w Fordzie Focusie WRC na trasie Rajdu Finlandii 2004.

W sezonie 2004 Duval pozostał drugim kierowcą Forda obok Markko Märtina. W pierwszym rajdzie sezonu, Rajdzie Monte Carlo Duval stanął na podium. Zajął 3. miejsce za Francuzem Sébastienem Loebem oraz za swoim partnerem z zespołu Forda, Märtinem. Lutowego rajdu Szwecji Duval nie ukończył. Wycofał się z dalszej jazdy na 19. odcinku specjalnym. W marcu 2004, w Rajdzie Meksyku, kierowcy Forda zdobyli dwa pierwsze miejsca. Wygrał Märtin, a Duval zajął drugie miejsce przegrywając z Estończykiem o 42,5 sekundy. W kolejnym rajdzie, Rajdzie Nowej Zelandii, Duval przyjechał do mety na osiemnastym miejscu. Do 20. odcinka specjalnego jechał na siódmej pozycji, jednak uszkodził swój samochód. Majowego Rajdu Cypru Duval nie ukończył na skutek uszkodzenia koła. Z kolei w czerwcu zajął czwarte miejsce w Rajdzie Grecji, a w odbywającym się w tym samym miesiącu Rajdzie Turcji był piąty. W lipcowym Rajdzie Argentyny Belg dojechał na trzecim miejscu. Stracił ponad cztery minuty do zwycięzcy, Hiszpana Carlosa Sainza i ponad 3 minuty do drugiego na mecie, Sébastiena Loeba. Kolejnym rajdem sezonu 2004, w którym Duval stanął na podium był Rajd Niemiec. Belg wygrał w nim siedem odcinków specjalnych, a w klasyfikacji generalnej był drugi, o 29,1 sekundy za Loebem. We wrześniu kierownictwo zespołu Forda ogłosiło, iż nie przewiduje Duvala wśród swoich załóg na sezon 2005, w związku z tym Belg rozpoczął poszukiwania nowego zespołu. We wrześniowym Rajdzie Japonii Duval miał pojechać z innym pilotem, Philippe Droevenem, gdyż Stéphane'owi Prévotowi zmarł ojciec. Rajdu tego Duval nie ukończył z powodu wypadku. Następnie we wrześniu był piąty w Rajdzie Wielkiej Brytanii, a w październiku dojechał na tym samym miejscu do mety Rajdu Sardynii. Rajdu Korsyki i Rajdu Hiszpanii Belg nie ukończył. Na Korsyce awarii uległ silnik Forda Focusa, w Hiszpanii – zawieszenie. W ostatnim rajdzie sezonu 2004, Rajdzie Australii Duval był trzeci: za Loebem i Finem Harrim Rovanperą. Ogółem sezon 2004 Belg zakończył na szóstym miejscu w klasyfikacji generalnej. Zdobył łącznie 53 punkty.

### 2005: Citroën

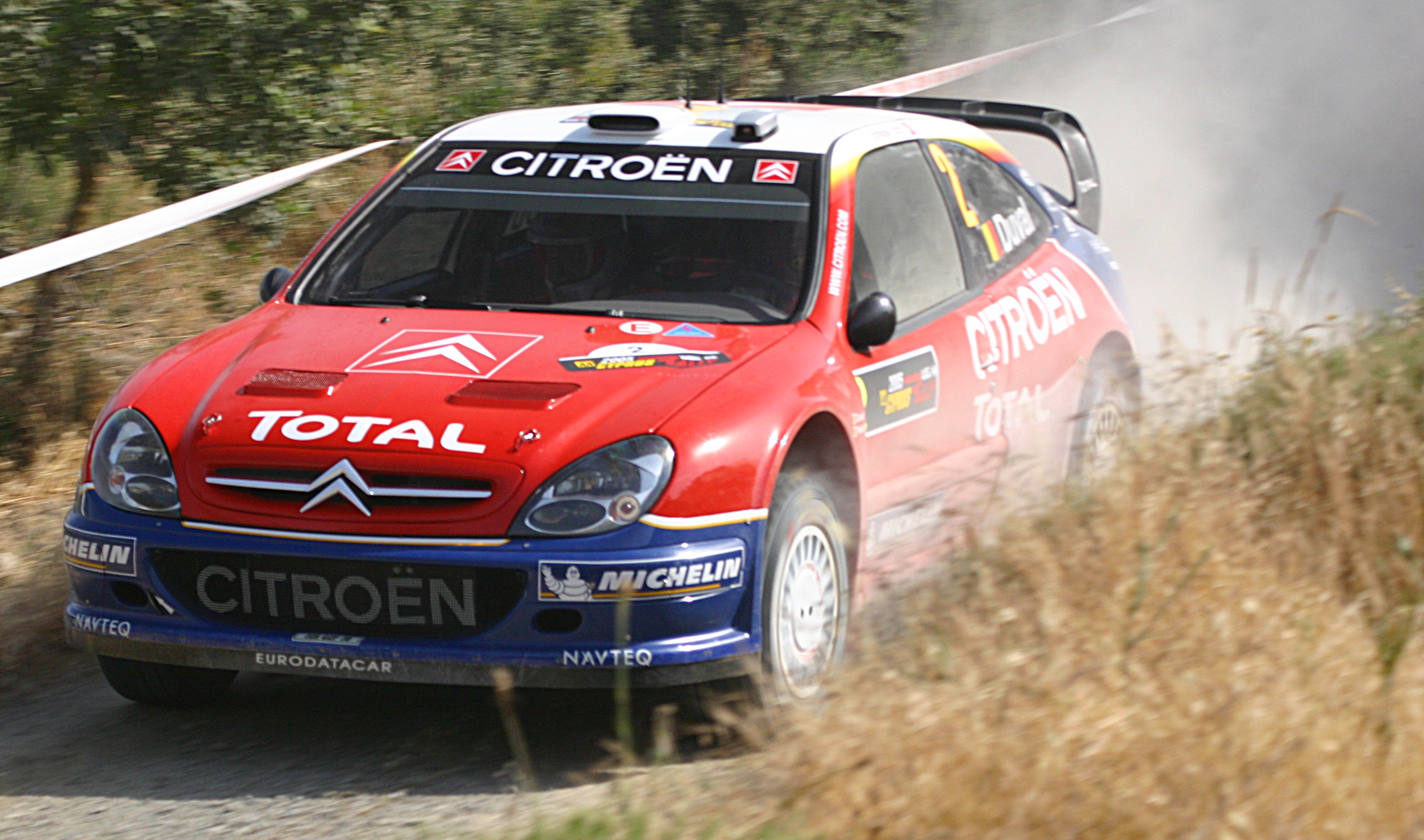
Duval w Citroënie Xsarze WRC podczas Rajdu Cypru 2005.

16 listopada 2004 roku Duval podpisał roczny kontrakt z zespołem Citroëna na występy Citroënem Xsarą WRC w sezonie 2005. W Citroënie miał zastąpić odchodzącego z rajdów Hiszpana Carlosa Sainza i stać się drugim kierowcą zespołu obok Francuza Sébastiena Loeba. W sezonie 2005 pilotem Duvala pozostał Stéphane Prévot. Swój debiut w Citroënie Duval zaliczył w styczniu 2005 podczas Rajdu Monte Carlo. Do 6. odcinka specjalnego jechał na drugiej pozycji, jednak uderzył swoją Xsarą WRC w słup elektryczny. Słup zablokował drogę, przez co organizatorzy odwołali ten odcinek specjalny. W dwóch kolejnych rajdach Duval także nie zdobył punktów do klasyfikacji mistrzostw świata. W Rajdzie Szwecji dojechał na dwunastej pozycji, a marcowego Rajdu Meksyku nie ukończył. W kwietniowym Rajdzie Nowej Zelandii zdobył pierwsze punkty w sezonie. Dojechał na czwartej pozycji tracąc niespełna minutę do trzeciego Pettera Solberga z Norwegii. Natomiast w majowym Rajdzie Sardynii Belg był jedenasty. Innego majowego rajdu, Rajdu Cypru, Duval nie ukończył. Na 11. odcinku specjalnym miał wypadek, w wyniku czego doszło do pożaru auta. Ani Duval, ani jego pilot nie doznali obrażeń. W Rajdzie Turcji i Rajdzie Grecji Belg nie pojechał i został zastąpiony przez Carlosa Sainza. Belg wrócił do rajdów w lipcu, ale jego nowym pilotem został Sven Smeets. W Rajdzie Argentyny Duval był siódmy, a w Rajdzie Finlandii – ósmy. Pod koniec sierpnia zajął drugie miejsce w Rajdzie Niemiec. Przegrał jedynie z partnerem z zespołu, Loebem, tracąc do niego 37,4 sekundy. We wrześniu ponownie był drugi, tym razem w Rajdzie Wielkiej Brytanii. Rajd wygrał wówczas Petter Solberg. W odbywającym się na przełomie września i października Rajdzie Japonii Duval był czwarty. Z kolei październikowego Rajdu Korsyki nie ukończył na skutek wypadku na 10. oesie. Na koniec października 2005 Duval po raz trzeci w sezonie stanął na podium i po raz trzeci była to druga lokata. W Rajdzie Hiszpanii przegrał jedynie z Loebem, ale przyczynił się do wywalczenia przez zespół Citroëna mistrzostwa świata konstruktorów. W listopadzie Duval wystartował w ostatnim rajdzie sezonu, Rajdzie Australii. Po 14. oesie objął prowadzenie w klasyfikacji generalnej po tym, jak Solberg miał zderzenie z kangurem i nie oddał go do końca rajdu. Odniósł tym samym swoje pierwsze i jedyne zwycięstwo w karierze w mistrzostwach świata. Na mecie rajdu wyprzedził Fina Harriego Rovanperę o 52,9 sekundy oraz Austriaka Manfreda Stohla minutę i 33 sekundy. Dzięki zwycięstwu w Australii został pierwszym Belgiem, który wygrał rajd mistrzostw świata. W sezonie 2005 Duval był szósty w klasyfikacji generalnej mistrzostw świata i wyrównał tym samym swoje osiągnięcie z sezonu 2004. W 2005 roku zdobył 47 punktów.

### 2006–2007: First Motorsport i OMV Kronos

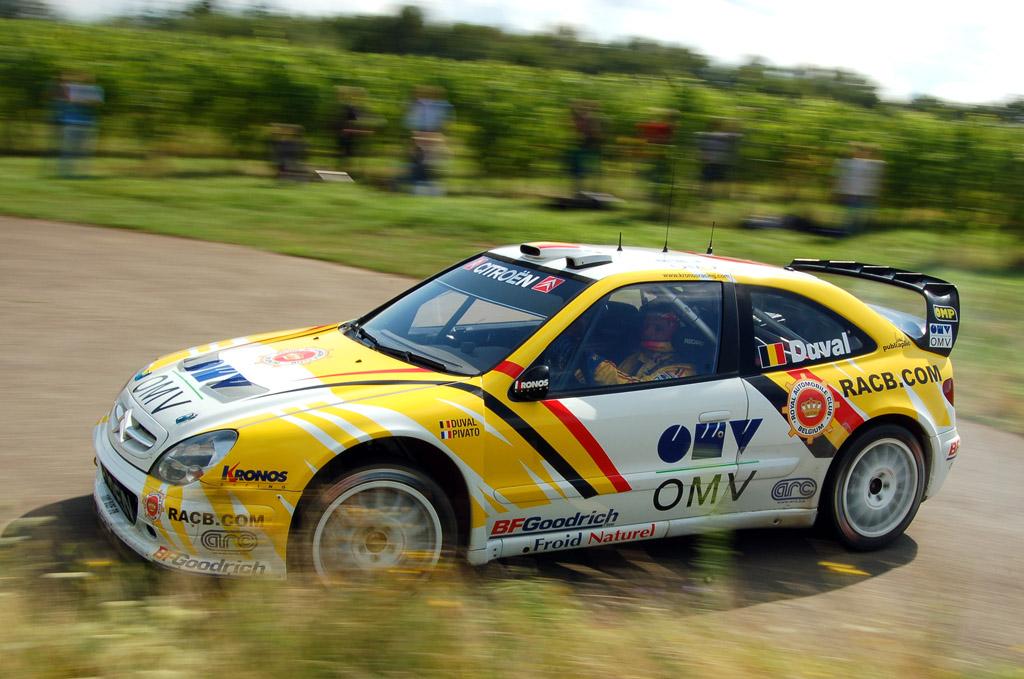
Duval w Citroënie Xsarze WRC w barwach zespołu OMV Kronos, jadący w Rajdzie Niemiec 2007.

Po zakończeniu sezonu 2005 Duval odszedł z zespołu Citroëna. Został członkiem nowo powstałego belgijskiego prywatnego zespołu First Motorsport, a jego nowym pilotem został Patrick Pivato. W styczniu zgłosił swój start w Rajdzie Monte Carlo samochodem Škoda Fabia WRC. Na 9. odcinku specjalnym tego rajdu Duval miał jednak wypadek i nie ukończył go. Kolejnym rajdem w 2006 roku, w którym pojechał Duval, był Rajd Katalonii. Zajął w nim szóste miejsce. W kwietniu, w Rajdzie Korsyki, Duval miał wypadek na 8. oesie. W maju ukończył Rajd Sardynii na ósmej pozycji, a czerwcu – Rajd Grecji na trzynastej pozycji. W mistrzostwach świata pojechał jeszcze w trzech rajdach. Nie ukończył Rajdu Niemiec, był dziewiąty w Rajdzie Turcji oraz ósmy w Rajdzie Wielkiej Brytanii. W listopadzie wziął też udział w Rajdzie Condroz-Huy w ramach mistrzostw Belgii, który wygrał.
W styczniu 2007 Duval był zgłoszony w zespole First Motorsport do udziału w Rajdzie Monte Carlo 2007. Ostatecznie jednak w nim nie wystartował z powodu braku wsparcia First Motorsport przez fabryczny zespół Škody. Z kolei w kwietniu pojawiły się kolejne problemy First Motorsport. Zespół nie zdołał zakupić żadnego modelu Škody Fabii WRC od Škody Motorsport, w efekcie czego Duval przez długi okres nie mógł startować w mistrzostwach świata. Pierwszymi zawodami w 2007 roku, w których wziął udział Duval był odbywający się na przełomie maja i czerwca Rajd Grecji. Belg nie ukończył go jednak z powodu awarii silnika w Fabii na 4. oesie. W sierpniu 2007 roku Duval dołączył do prywatnego zespołu OMV Kronos Citroën World Rally Team, w którym został drugim kierowcą obok Austriaka Manfreda Stohla. Jeszcze w tym samym miesiącu wystartował Citroënem Xsarą WRC w nowym zespole, w Rajdzie Niemiec. Wygrał w nim siedem odcinków specjalnych i ostatecznie zajął drugie miejsce w klasyfikacji generalnej za Francuzem Sébastienem Loebem. Citroënem Xsarą w OMV Kronos Duval pojechał również w Rajdzie Hiszpanii oraz Rajdzie Korsyki. W pierwszym z nich dojechał na piątej pozycji, a drugiego nie ukończył na skutek awarii alternatora. W listopadzie 2007 jadąc Fiatem Abarthem Grande Punto S2000 wygrał Rajd Condroz-Huy.

### 2008: Stobart i Ford

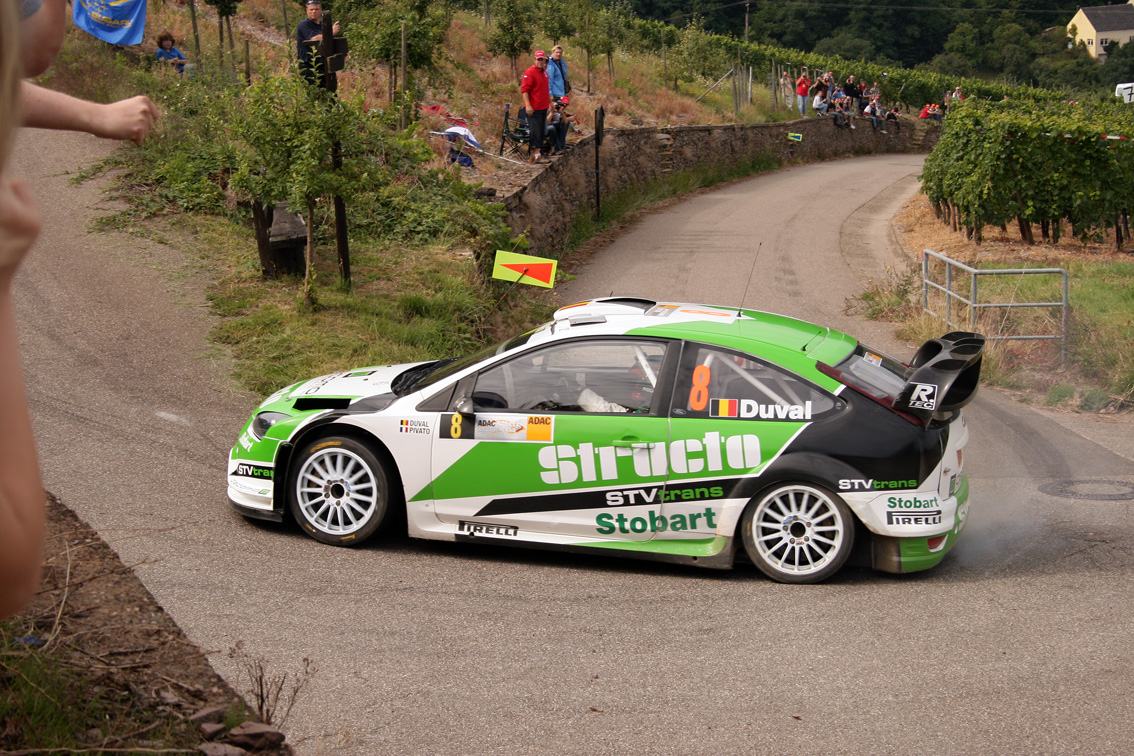
Duval w Fordzie Focusie WRC w barwach zespołu Stobart M-Sport podczas Rajdu Niemiec 2008

Pod koniec 2007 roku Duval podpisał kontrakt z zespołem Stobart M-Sport Ford Rally Team na starty Fordem Focusem WRC w sezonie 2008. Został czwartym kierowcą zespołu obok Norwega Henninga Solberga, Brytyjczyka Matthew Wilsona oraz Włocha Gianluigiego Gallego. Swój debiut w Stobarcie zaliczył w styczniu 2008 podczas Rajdu Monte Carlo. Jadąc z pilotem Eddym Chevaillieriem zajął czwarte miejsce. Do ostatniego odcinka specjalnego walczył jednak z Australijczykiem Chrisem Atkinsonem w Subaru Imprezie WRC o miejsce na podium. Jego strata do Atkinsona wyniosła 1,1 sekundy. Z kolei w sierpniu 2008 Duval został nominowany na punktującego kierowcę w Stobarcie w Rajdzie Niemiec, który był jego drugim startem w sezonie 2008. W niemieckim rajdzie Duval wygrał cztery odcinki specjalne i ukończył go na trzeciej pozycji za dwoma kierowcami Citroëna C4 WRC, Francuzem Sébastienem Loebem i Hiszpanem Danielem Sordo. Kolejnym rajdem w 2008 roku, w którym Duval pojechał jako kierowca zespołu Stobart był sierpniowy Rajd Nowej Zelandii. Belg zakończył w nim swój udział na 19. oesie wskutek wypadku. W połowie sezonu 2008 kierownictwo fabrycznego zespołu Forda zadecydowało, iż w dwóch ostatnich asfaltowych rundach sezonu, Rajdzie Katalonii i Rajdzie Korsyki, Duval zastąpi Fina Jariego-Mattiego Latvalę. W obu tych rajdach Belg przyjechał na punktowanych pozycjach. W Rajdzie Katalonii przyjechał czwarty, tracąc 8,3 seukndy do trzeciego Fina Mikko Hirvonena. Natomiast w Rajdzie Korsyki był trzeci za Loebem i Hirvonenem. W sezonie 2008 Duval pojechał jeszcze w dwóch rajdach w zespole Stobarta. Nie ukończył Rajdu Japonii z powodu wypadku. Uderzył Fordem Focusem WRC w betonową barierę. W wyniku zderzenia urazów doznał pilot Duvala, Patrick Pivato. Doznał on złamania miednicy i nogi oraz przeszedł kilka operacji w szpitalu w Sapporo. W ostatnim rajdzie sezonu, w Rajdzie Wielkiej Brytanii, pilotem Duvala był Denis Giraudet. Belg dojechał w nim na szóstej pozycji. W klasyfikacji generalnej mistrzostw świata zajął siódme miejsce ze zdobytymi 25 punktami.

### Po 2008 roku
W 2009 roku Duval sporadycznie startował w rajdach. W lutym 2009 wystartował Porsche 911 w Rajdzie Legend Boucles de Spa. Zajął w nim dziewiąte miejsce w kategorii Legend. W kwietniu 2009 wygrał Rajd Walonii jadąc Toyotą Corollą WRC. W 2009 roku wziął też udział w dwóch rajdach serii Intercontinental Rally Challenge, Rajdzie Ypres (jechał Škodą Fabią S2000) i Rajdzie San Remo (jechał Fiatem Abarthem Grande Punto S2000). Obu rajdów nie ukończył, podobnie jak listopadowego Rajdu Condroz-Huy, który odbył się w ramach mistrzostw Belgii. Pod koniec 2009 roku wskutek upadku Duval doznał złamania kręgów lędźwiowych.
W 2010 roku Duval otrzymał propozycje startów Protonem Satrią Neo S2000 w mistrzostwach Azji i Pacyfiku oraz Intercontinental Rally Challenge. W kwietniu zdecydował się jednak na zakończenie swojej kariery rajdowej. W lipcu Duval ogłosił chwilowy powrót do rajdów. W sierpniu 2010 roku miał wystąpić gościnnie w zespole Stobarta w Rajdzie Niemiec. Rajdu tego jednak nie ukończył. Na 14. oesie, Panzerplatte, uległ wypadkowi i zrezygnował z dalszej jazdy.
W 2011 roku Duval wystartował w rallycrossowych zawodach mistrzostw Francji w Kerlabo, w których pojechał samochodem Peugeot 207 w kategorii SuperCars. Zajął w nich drugie miejsce. Następnie brał także udział w zawodach mistrzostw Europy na Duivelsbergcircuit w Maasmechelen, jednak nie wszedł w nich do finału. W grudniu 2011 Duval zgłosił swój udział w rajdzie Legend Boucles de Spa, w którym ma wystartować Fordem Escortem w grupie 4.

## Życie prywatne
Duval jest synem René Duvala. Był on rajdowcem i startował w zarówno w rajdach, jak i rallysprintach, w których w 1994 wywalczył mistrzostwo Belgii jadąc Toyotą Celicą GT-4. Duval mieszka w miejscowości Chimay. Po zakończeniu kariery postanowił pomóc ojcu w prowadzeniu firmy sprzedającej używane samochody.
Największym idolem rajdowym Duvala, obok ojca René, jest hiszpański kierowca Carlos Sainz.

## Zwycięstwa w Mistrzostwach Świata
| Nr | Rajd           | Sezon | Pilot       | Samochód          |
| -- | -------------- | ----- | ----------- | ----------------- |
| 1  | Rajd Australii | 2005  | Sven Smeets | Citroën Xsara WRC |

## Starty w rajdach WRC
| Sezon | Zespół                                                                | Samochód                              | 1       | 2       | 3        | 4         | 5             | 6          | 7        | 8         | 9         | 10            | 11            | 12            | 13              | 14        | 15            | 16              | Punkty | Miejsce |
| ----- | --------------------------------------------------------------------- | ------------------------------------- | ------- | ------- | -------- | --------- | ------------- | ---------- | -------- | --------- | --------- | ------------- | ------------- | ------------- | --------------- | --------- | ------------- | --------------- | ------ | ------- |
| 2001  | François Duval                                                        | Mitsubishi Carisma GT Ford Puma S1600 | Monako  | Szwecja | NU       | NU        | Argentyna     | NU         | DK       | Kenia     | NU        | Nowa Zelandia | 18            | NU            | 19              | NU        |               |                 | 0      | -       |
| 2002  | François Duval Ford Motor Co                                          | Ford Puma S1600 Ford Focus WRC        | 17      | 10      | NU       | 25        | NU            | Argentyna  | NU       | Kenia     | NU        | NU            | 20            | Nowa Zelandia | NU              | NU        |               |                 | 0      | -       |
| 2003  | Ford Motor Co                                                         | Ford Focus WRC                        | 7       | NU      | 3        | 9         | 8             | NU         | NU       | 7         | NU        | 10            | 5             | 3             | 4               | 5         |               |                 | 30     | 9.      |
| 2004  | Ford Motor Co                                                         | Ford Focus WRC                        | 3       | NU      | 2        | 18        | NU            | 4          | 5        | 3         | 7         | 2             | NU            | 5             | 5               | NU        | NU            | 3               | 53     | 6.      |
| 2005  | Citroën Total World Rally Team                                        | Citroën Xsara WRC                     | NU      | 12      | NU       | 4         | 11            | NU         | Turcja   | Grecja    | 7         | 8             | 2             | 2             | 4               | NU        | 2             | 1               | 47     | 6.      |
| 2006  | First Motorsport                                                      | Škoda Fabia WRC                       | NU      | Szwecja | Meksyk   | 6         | NU            | Argentyna  | 8        | 13        | NU        | Finlandia     | Japonia       | Cypr          | 9               | Australia | Nowa Zelandia | 8               | 5      | 19.     |
| 2007  | First Motorsport OMV Kronos Citroën World Rally Team                  | Škoda Fabia WRC Citroën Xsara WRC     | Monako  | Szwecja | Norwegia | Meksyk    | Portugalia    | Argentyna  | Włochy   | NU        | Finlandia | 2             | Nowa Zelandia | 5             | NU              | Japonia   | Irlandia      | Wielka Brytania | 12     | 10.     |
| 2008  | Stobart VK M-Sport Ford Rally Team BP Ford Abu Dhabi World Rally Team | Ford Focus WRC                        | 4       | Szwecja | Meksyk   | Argentyna | Jordania      | Włochy     | Grecja   | Turcja    | Finlandia | 3             | NU            | 4             | 3               | NU        | 6             |                 | 25     | 7.      |
| 2010  | Stobart VK M-Sport Ford Rally Team                                    | Ford Focus WRC                        | Szwecja | Meksyk  | Jordania | Turcja    | Nowa Zelandia | Portugalia | Bułgaria | Finlandia | NU        | Japonia       | Francja       | Hiszpania     | Wielka Brytania |           |               |                 | 0      | -       |

## Starty w JWRC
| Sezon | Zespół         | Samochód        | 1      | 2      | 3      | 4      | 5      | 6      | 7 | 8 | 9 | Punkty | Miejsce |
| ----- | -------------- | --------------- | ------ | ------ | ------ | ------ | ------ | ------ | - | - | - | ------ | ------- |
| 2001  | François Duval | Ford Puma S1600 | ESP NU | GRE DK | FIN NU | ITA 2  | FRA NU | GBR NU |   |   |   | 6      | 7.      |
| 2002  | François Duval | Ford Puma S1600 | MCO 1  | ESP 6  | GRE NU | DEU NU | ITA 6  | GBR NU |   |   |   | 12     | 6.      |

## Starty w rajdach IRC
| Sezon | Zespół         | Samochód                                         | 1   | 2      | 3   | 4   | 5      | 6   | 7   | 8   | 9   | 10     | 11  | 12 | 13 | Punkty | Miejsce |
| ----- | -------------- | ------------------------------------------------ | --- | ------ | --- | --- | ------ | --- | --- | --- | --- | ------ | --- | -- | -- | ------ | ------- |
| 2008  | François Duval | Fiat Abarth Grande Punto S2000                   | STA | POR NU | YPR | ROS | MAD    | BAR | AST | SAN | VAL | CHI    |     |    |    | 0      | -       |
| 2009  | François Duval | Škoda Fabia S2000 Fiat Abarth Grande Punto S2000 | MON | KUR    | SAF | AZO | YPR NU | ROS | MAD | BAR | AST | SAN NU | SZK |    |    | 0      | -       |